# Eritema multiforme
Per eritema multiforme o eritema polimorfo si intende una forma patologica che interessa la pelle, un'infiammazione dei vasi sanguigni causata dai globuli bianchi che, distruggendo i vasi, portano questi tessuti a necrosi ischemica e ad una reazione d'ipersensibilità.
È un tipo di eritema probabilmente mediato dalla deposizione di immunocomplessi (principalmente complessi legati alle IgM) nella microvascolarizzazione superficiale della pelle e della mucosa orale che di solito segue un'infezione o l'esposizione a farmaci. 
È un disturbo raro, con un picco di incidenza nel secondo e terzo decennio di vita. Il disturbo ha varie forme o presentazioni, che il suo nome riflette (multiforme, da multi- + formis). Sono riconosciuti due tipi, una manifestazione lieve-moderato (eritema multiforme minore) e una manifestazione grave (eritema multiforme maggiore).
Le lesioni a bersaglio, o a coccarda, sono una manifestazione tipica.

## Epidemiologia
L'incidenza è maggiore in adolescenti e in giovani adulti, ma non esclusiva.

## Tipologia
Tre sono le forme che riguardano tale manifestazione:
- Eritema multiforme minore, con lesioni a bersaglio
- Eritema multiforme maggiore, comunemente chiamato sindrome di Stevens-Johnson,[2] forma più grave con comparsa di vescicole
- Eritema multiforme a necrolisi epidermica tossica, la forma più grave

## Eziologia
Anche se l'effettiva causa rimane sconosciuta la comparsa del sintomo è spesso correlata ad un effetto indesiderato dei farmaci.
La reazione di ipersensibilità è scatenata principalmente da:
condizioni immunologiche, agenti infettivi, sostanze chimiche e farmaci.
Molti fattori eziologici sono stati descritti come causa di EM:
- Infezioni: batteriche (compresa la vaccinazione Bacillus Calmette-Guérin (BCG), streptococchi emolitici, legionellosi, lebbra, Neisseria meningitidis, Mycobacterium, Pneumococcus, specie Salmonella, specie Staphylococcus, Mycoplasma pneumoniae), clamidia.
- Fungine (Coccidioides immitis)
- Parassita (specie Trichomonas, Toxoplasma gondii),
- Virale (soprattutto Herpes simplex)
- Reazioni ai farmaci, più comunemente a: antibiotici, anticonvulsivanti (fenitoina, barbiturici), aspirina, modafinil, antituberculoidi e allopurinolo e molti altri.
- Fattori fisici: radioterapia, freddo, luce solare
- Altri: malattie del collagene, vasculiti, linfoma non Hodgkin, leucemia, mieloma multiplo, metaplasia mieloide, policitemia

L'EM minor è causato da HSV in quasi tutti i casi.
Un'eziologia erpetica rappresenta anche il 55% dei casi di EM major. Tra le altre infezioni, l'infezione da Mycoplasma sembra essere una causa comune.

## Terapia
Occorre comprendere cosa comporti tale anomalia cutanea, (in caso di causa correlata ai farmaci si necessita un'interruzione della somministrazione degli stessi) ma per la maggioranza dei casi i corticosteroidi hanno effetto positivo.
L'eritema multiforme è spesso auto-limitante e non richiede trattamento. L'adeguatezza della terapia con glucocorticoidi può essere incerta, perché è difficile determinare se il decorso sarà risolutivo.

## Prevenzione
È stato dimostrato che la soppressione del virus dell'herpes simplex e persino la profilassi (con aciclovir) prevengono eruzioni ricorrenti di eritema multiforme.